# Герберт Аймерт
Герберт Аймерт (також Еймерт, нім. Herbert Eimert; 8 квітня 1897, Бад-Кройцнах — 15 січня 1972, Кельн) — німецький музикознавець, теоретик музики, музичний критик, композитор.

## Біографія
Навчався в Вищій школі музики в Кельні з 1919 по 1924 роки, потім в Кельнському університеті, який закінчив у 1930 році. У 1931 році захистив дисертацію про музичні форми XVII—XVIII століть (нім. Musikalische Formstrukturen im 17. und 18. Jahrhundert). З 1927 по 1933 роки працював на західнонімецькому радіо в Кельні як музичний критик. З 1930 року писав критичні статті для газети Kölner Stadtanzeiger, був редактором Kölnische Zeitung з 1935 по 1945 роки.
Після війни повернувся на радіо, в 1948 році заснував нічну музичну програму Musikalische Nachtprogramme, керівником якої був до 1965 року. А в 1951 році заснував першу студію електронної музики, якою керував до 1971 року. З 1955 року у співпраці з Штокгаузеном був редактором журналу Die Reihe, який висвітлював тематику музичного авангарду 1950—1960-х років. З 1951 по 1957 читав лекції на Міжнародних курсах нової музики в Дармштадті. У 1965 році призначений професором Кельнської ВМШ.
Герберт Аймерт помер 15 грудня 1972 року в Кельні.

## Творчість
З початку 1920-х років Аймерт писав 12-тонову музику, він був одним з перших прихильників додекафонії. Атональна музика і серійна техніка були основною темою його музикознавчих робіт і домінуючим стилем композицій.

### Теоретичні роботи

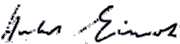
Автограф Г. Аймерт

Першу роботу «Вчення про атональну музику» (нім. Atonale Musiklehre, Лейпциг) Аймерт опублікував в 1923 році, ще бувши студентом. Йому належать значні роботи про нові музичні техніки «Підручник 12-тонової техніки» (нім. Lehrbuch zur Zwölftonmusik, 1950, Вісбаден; багаторазово перевиданий, перекладений кількома мовами), «Основи серійної техніки в музиці» (нім. Grundlagen der musikalischen Reihentechnik, 1964, Відень). У співавторстві з Г. У. Гумпертом написав «Лексикон електронної музики» (нім. Lexikon der elektronischen Musik, 1973, Регенсбург).

### Деякі музичні твори
- Струнний квартет (1924)
- Der weiße Schwan для саксофона, флейти і спеціально виготовлених шумових інструментів (1926)
- Камерний концерт для п'яти інструментів (1926)
- Сюїта для камерного оркестру (1929)
- Musik für Violine und Violoncello (Музика для скрипки і віолончелі) (1931)
- Варіації для фортеп'яно (1943)
- Bläsermusik (1947)
- Другий струнний квартет (1939)
- Struktur 8, Glockenspiel, Etüde über Tongemische (електронна музика) (1953—1954)
- Zu Ehren von Igor Strawinsky (присвята Ігореві Стравінському) (1957)
- Selektion I (1960)